# Chapelle Notre-Dame-des-Vignes de Visan
La chapelle de Notre-Dame-des-Vignes de Visan, dans l'enclave des papes, est un lieu de culte rural dont la construction primitive a été datée de la première moitié du XIIIe siècle. Dite Notre-Dame-d'Entre-les-Vignes jusqu'au XVIIIe siècle, elle eut la particularité d'être placée sous la responsabilité de rectoresses. Elle reste aujourd'hui encore un lieu de pèlerinage pour la Confrérie Saint-Vincent de Visan qui, lors de son chapitre d'été, en présence, du roi, de la reine et du lieutenant de la confrérie nouvellement élus, fait bénir un pied de vigne, la souco en provençal, dans l'espoir d'une future bonne et belle vendange.

## Histoire

### Moyen Âge
Dans les murs extérieurs de la chapelle actuelle sont utilisés, en réemploi, deux pierres portant des inscriptions et provenant du premier lieu de culte construit sur cet emplacement. Sur la première figure BIIT / QAR / RPT. La seconde porte gravé VIIK / APLT. Leur graphie les a fait classer entre la première moitié du XIIIe siècle et le milieu de celui-ci.

### Renaissance
Pour la première fois, en 1492, la chapelle, nouvellement reconstruite, est citée sous le nom de Notre-Dame-d'Entre-les-Vignes.

### Période moderne
En 1731, les dominicains s'installèrent à Notre-Dame-des-Vignes. Cette installation qui devait être provisoire perdura et les frères prêcheurs construisirent le couvent qui existe toujours sur l'emplacement ruiné de la chapelle romane.

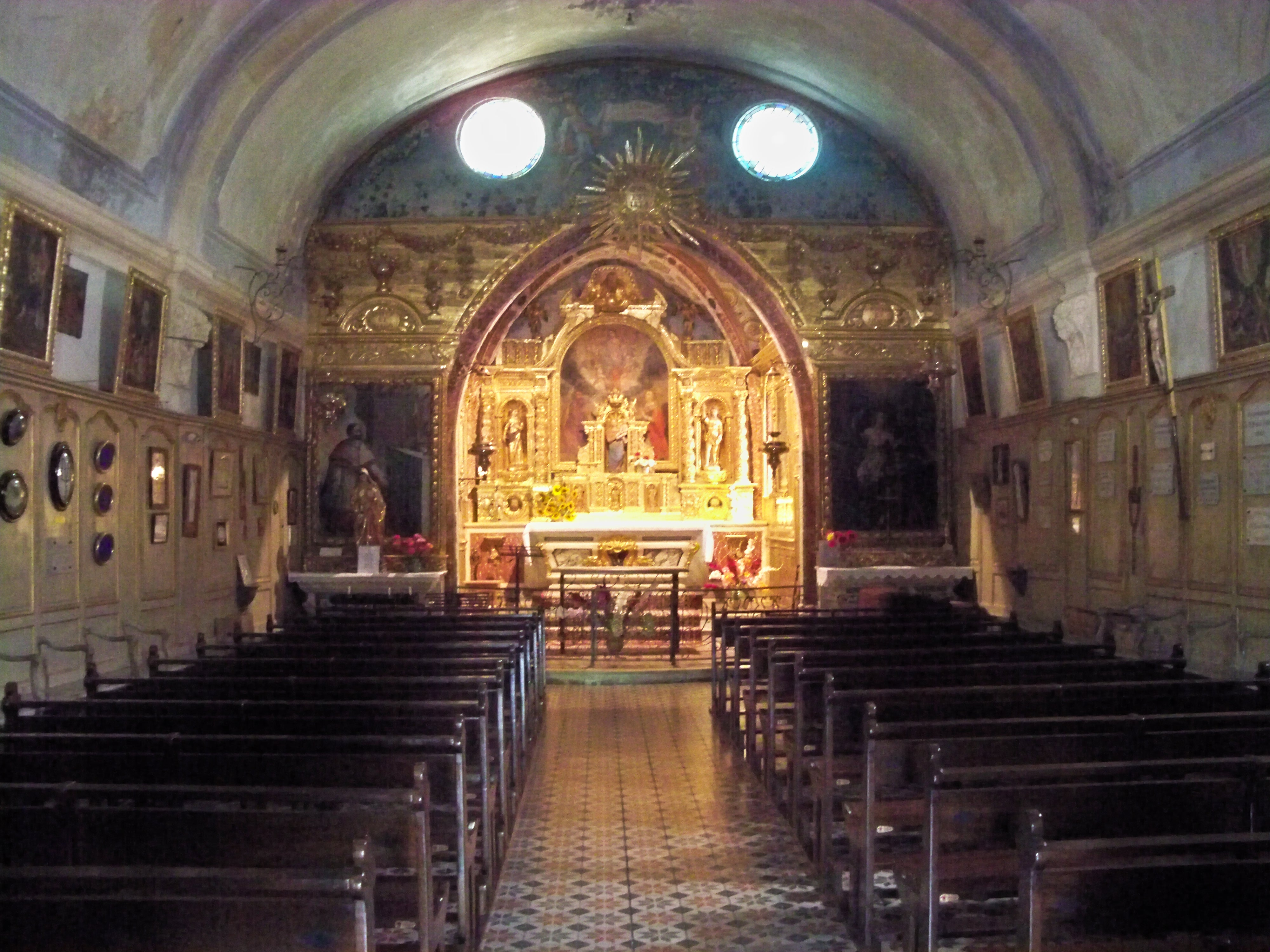
Nef et abside de Notre-Dame-des-Vignes
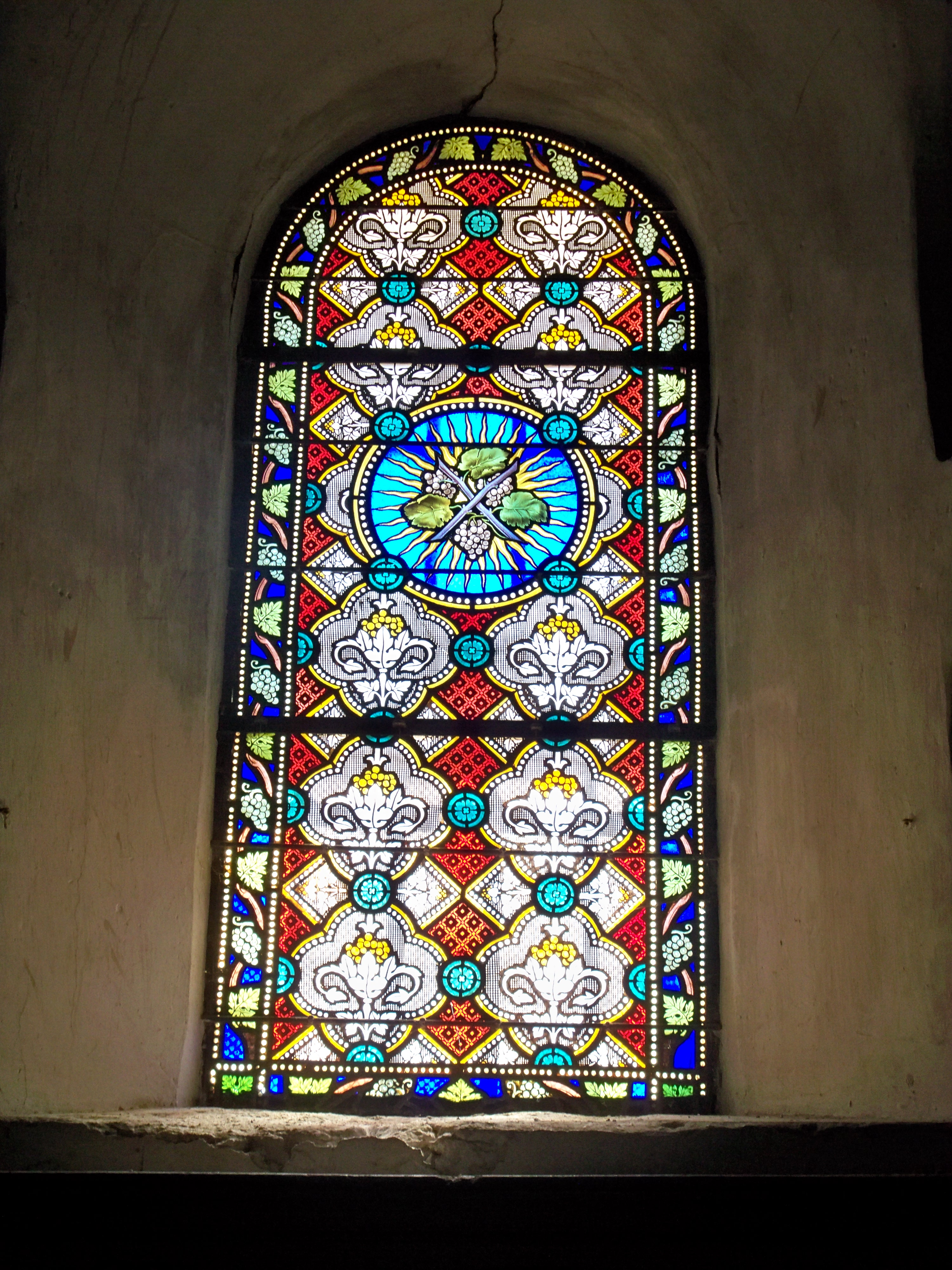
Vitrail de Notre-Dame-des-Vignes
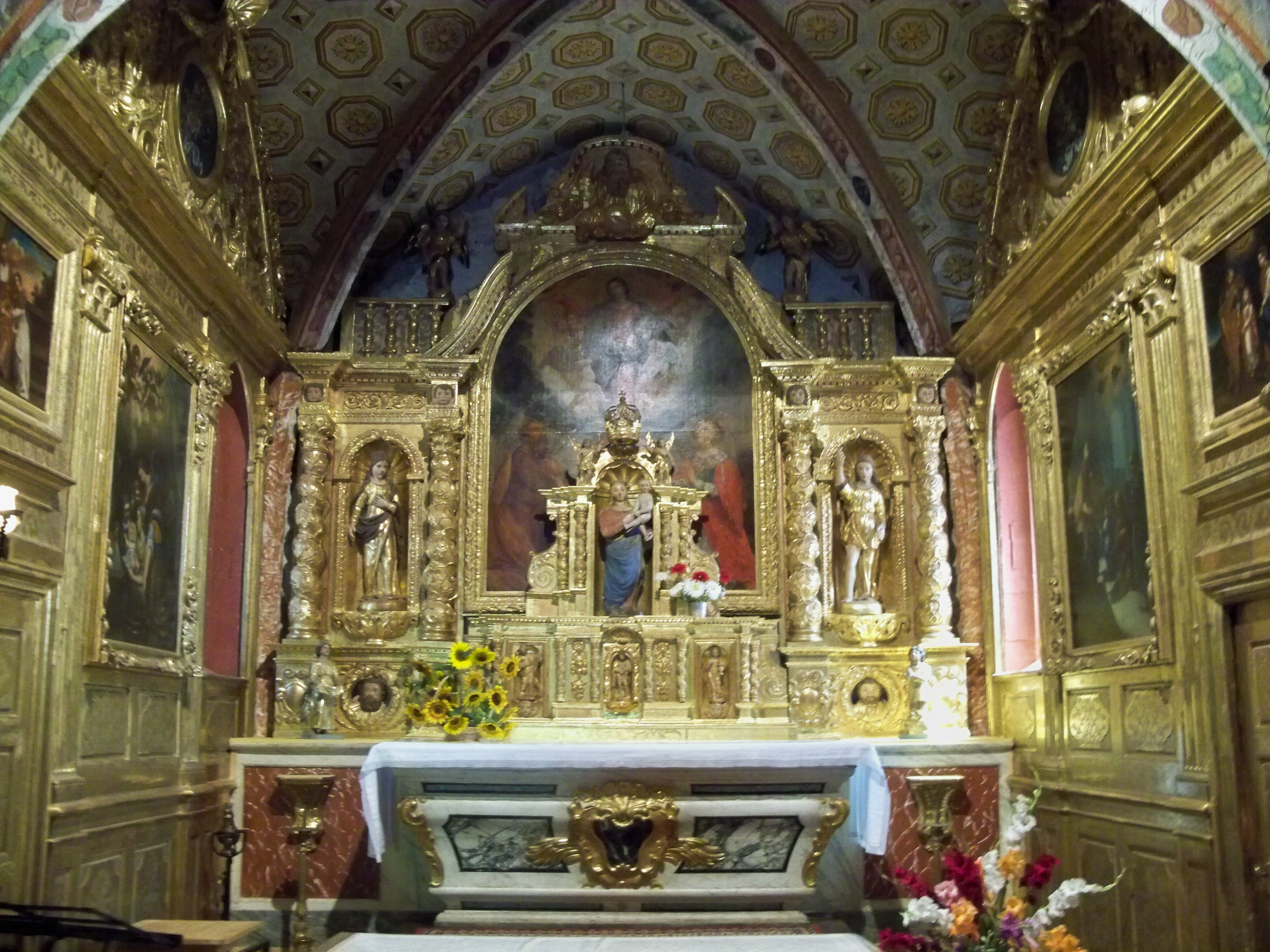
Ornementation de Notre-Dame-des-Vignes
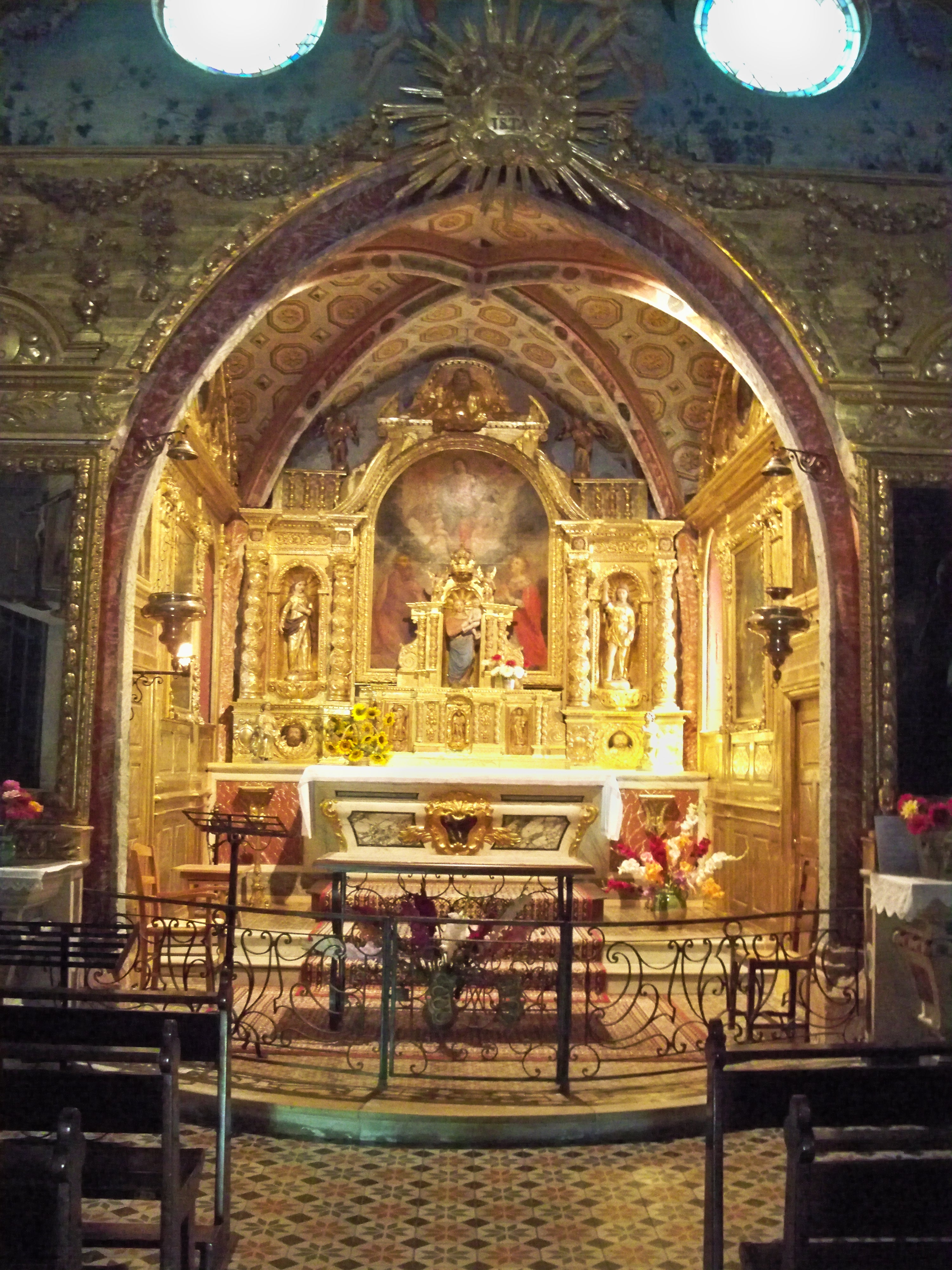
Maître autel de Notre-Dame-des-Vignes

### Période contemporaine
Depuis 1975, une communauté de dominicaines vit à demeure dans le couvent qui jouxte la chapelle du XVe siècle.
La chapelle a été classée au titre des monuments historiques le 23 août 1990.

## Rectoresses

### Rectoresses de Notre-Dame-des-Vignes duXVeauXVIIIesiècle
Le 10 décembre 1764, Pierre François Xavier de Reboul de Lambert, évêque de Saint-Paul-les-Trois-Châteaux, confirma que l'administration de cette chapelle avait été dévolue à des dames ou demoiselles de la paroisse depuis le milieu du XVe siècle. Elles furent en charge jusqu'à la Révolution. 
| 1450 à 1500 : Marguerite Marcheyer 1637 : Isabeau de La Ville et X... 1665 : Anne Fiance et Claude Bauchon 1672 : Marguerite Praden et X... 1706 : Ursule Fanchon et X... 1714 : Mme de Fiance et X... 17.. : Madeleine Danjaume 1762 : Élisabeth Montille et X... 1763 : Catherine Gleysaud et X... 1764 : Madeleine Meysonnier et X... 1765 : Catherine Doux et X... 1766 : Marie-Agathe Latard, Mme de Fiance puis Thérèse Savoye 1767 : Jeanne Marguerite Martinel et X... 1768 : Marie-Rose Guigou et X... 1769 : Marguerite de Pellissier de La Coste et Marie Saurel, décédée, puis Élisabeth Saurel 1770 : Mmes de Piégon de Saint-Ferréol et de Pellissier de Saint-Estève 1771 : Constance de Fiance Martinel et Mme de Pellissier de Saint-Estève 1772 : Constance de Fiance Martinel et X... | 1773 : Marie-Magdeleine de Benoit et Marie-Marcelle-Siffreine de Lopis de Pellissier 1774 : Félicité de Pellissier de La Coste et X... 1776 : Gabrielle de Pellissier de Saint-Ferréol et Jeanne-Marguerite Martinel 1779 : Mme de Bertrand de Seguin et Jeanne-Dorothée de Bertrand de Saint-Ferréol 1780 : Mme de Bertrand de Seguin et X... 1781 : Jeanne-Marguerite Martinel et X... 1782 : Jeanne-Marguerite Martinel et Philippine Farnarier 1783 : Jeanne-Marguerite Martinel et Philippine Farnarier 1784 : Jeanne-Marguerite Martinel et Philippine Farnarier 1785 : Philippine Farnarier et Jeanne-Marguerite Martinel puis Constance Daujaume 1786 : Rosalie-Marguerite Farnarier et Constance Daujaume 1787 : Jeanne Trescarte et X... 1789 : Jeanne Sauvageon et X... 1790 : Marie-Françoise Barbe Guintrandy et X... 1791 : Thérèse Pradal et X... 1792 : Thérèse Prat et X... 1793 : Marie Cave et X... 1794 : Rose Vigne et X... |

### Rôle des rectoresses
Les rectoresses, au nombre de deux, étaient désignées chaque année par le curé de la paroisse assisté par celles qui quittaient leur charge. Une des rectoresses avait la clef du tronc et l'autre était chargée de payer les dépenses nécessaires. Si celles-ci dépassaient trente sols, elles devaient avoir l'aval des deux rectoresses, du curé et du premier consul de Visan. Inférieures à cette somme, les dépenses pouvaient être engagées avec le seul accord du curé et d'une rectoresse. Celle qui était dépositaire de l'argent jouait un rôle comptable puisque chaque année, lors du renouvellement, elle faisait approuver sa gestion, par sa collègue, le curé, le premier et le second consul ainsi que par les deux nouvelles rectoresses désignées.

## Confrérie Saint-Vincent de Visan et Notre-Dame-des-Vignes
De 1475, date de sa fondation, à la Révolution, la Confrérie Saint-Vincent de Visan, avait sa chapelle dédiée à son saint patron, qui se trouvait hors du village. Chaque année pour le 22 janvier, avait lieu une procession à laquelle tous les confrères étaient tenus de participer. Elle était précédée d'une bravade et, à partir, du XVIIIe siècle, s'y ajouta la cérémonie de la souche. Elle est signalée sur le Livre de Compte, pour la première fois, en 1714. Cette cérémonie, considérée comme païenne par le clergé, fut supprimée en 1735, et la procession à la chapelle Saint-Vincent interdite.
Lors de sa renaissance, en août 1978, la Confrérie voulut renouer avec les traditions ancestrales. La chapelle romane de Saint-Vincent n'existant plus que sous forme de quelques vestiges, les membres de la confrérie choisirent Notre-Dame-des-Vignes comme lieu de pèlerinage pour leur chapitre estival, qui se déroule le troisième dimanche de juillet. Le lieu ne pouvait être mieux choisi puisque sur l'arc triomphal de la chapelle est inscrit Posuerunt me custodem in vineis (Ils m'ont placée comme gardienne de leurs vignes). Sur le parvis, après un sermon prononcé en provençal, le curé du village bénit la souche de vigne. Le cep est ensuite rapporté sur la place du Marot, devant les ruines du château delphinal, pour y être solennellement brûlé.